# Nassauische Touristik-Bahn

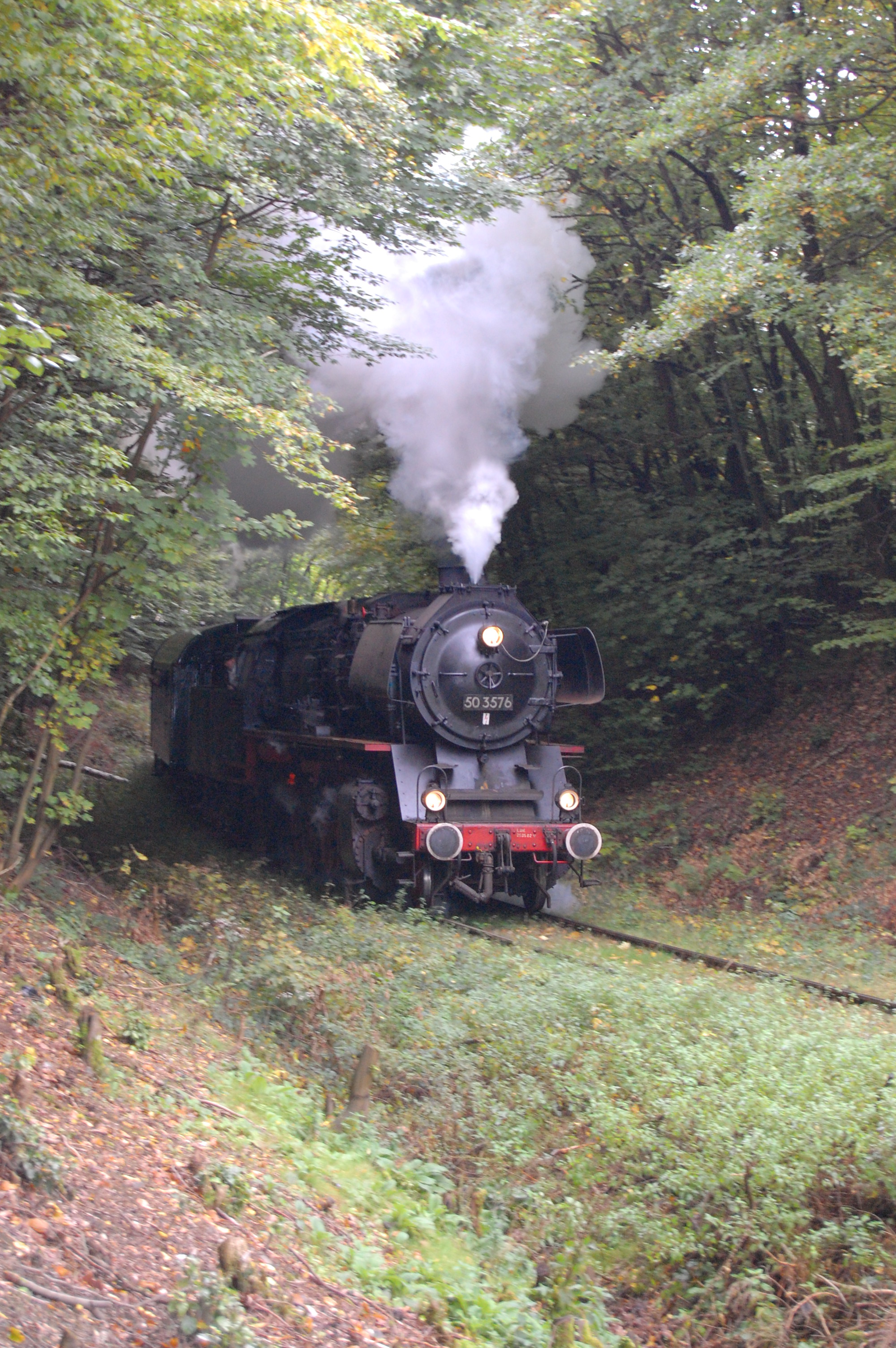
Die Museumsbahn auf der Aartalbahn

Die Nassauische Touristik-Bahn (NTB) ist eine Museumsbahn in Wiesbaden. Der Verein wurde im Jahr 1986 gegründet und hat zum Ziel, seinen Fahrgästen ein möglichst authentisches Bild des Eisenbahnbetriebs der ersten Jahre der Nachkriegszeit (Epoche III) auf einer Nebenstrecke zu vermitteln. Die NTB führte bis 2009 Fahrten im Stil der 1950er Jahre in historischen, für die Epoche typischen Wagen mit Dampflok-Bespannung durch. Nach 15 Jahren Unterbrechung soll der Betrieb schrittweise wiederaufgenommen werden.

## Betrieb
Seit 1986 führt die Nassauische Touristik-Bahn Fahrten von mit Dampf- und Diesellokomotiven bespannten Zügen auf dem seit 1983 für den regulären Eisenbahnverkehr stillgelegten Streckenabschnitt der Aartalbahn zwischen Wiesbaden und Bad Schwalbach durch. Die Züge verkehrten bislang von Ostern bis Anfang Oktober an jedem Sonn- und Feiertag zwischen den Bahnhöfen Wiesbaden-Dotzheim und Hohenstein.

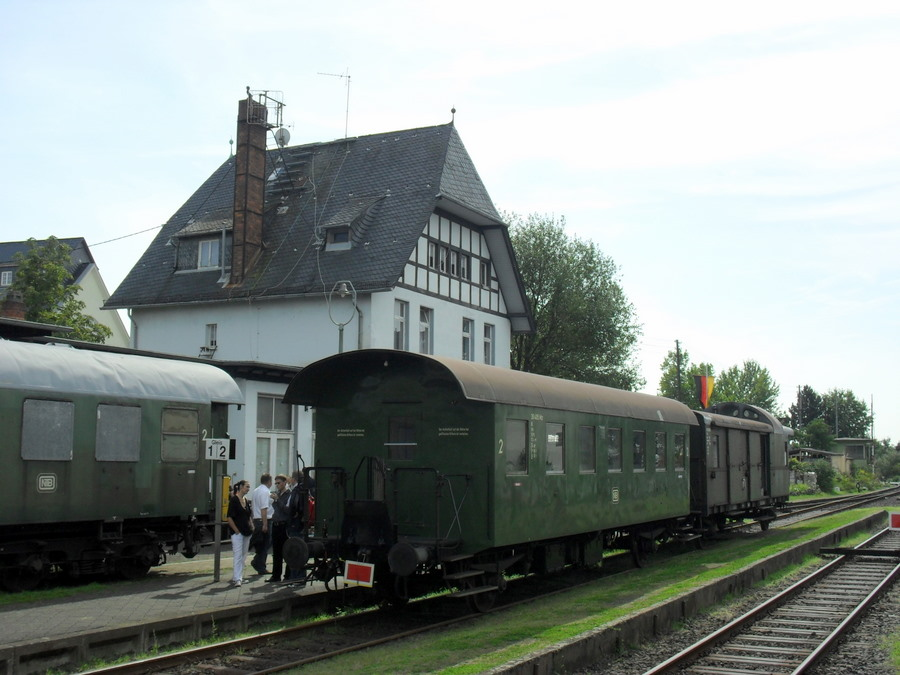
Bahnhof Wiesbaden-Dotzheim mit historischen Eisenbahnwagen

Ende Mai 2007 wurde die Brücke einer Straßenunterführung hinter dem Bahnhof Wiesbaden-Dotzheim so schwer beschädigt, dass sie für den Betrieb gesperrt werden musste. Die Strecke war damit direkt hinter dem Heimatbahnhof der Nassauischen Touristik-Bahn unterbrochen, und die Bahn konnte bis September 2008 keine Fahrten mehr anbieten. Zunächst befuhr die NTB jedoch nur den Abschnitt von Wiesbaden-Dotzheim bis zum Bahnhof Eiserne Hand, die Aufnahme des Zugbetriebes bis Hahn-Wehen verzögerte sich aufgrund defekter Weichen bis Juli 2009. Am 20. November 2009 beschädigte erneut ein Lkw die genannte Brücke, weshalb der Bahnbetrieb bis auf weiteres ruht. Da in den Bahnhöfen von Hohenstein und Bad Schwalbach defekte Weichen vorhanden sind, ist bis auf weiteres mit keinem Fahrgastzugverkehr über Hahn-Wehen hinaus auf der Aartalbahn zu rechnen. Der Verein hat inzwischen über sein Tochterunternehmen Aartalbahn Infrastruktur gGmbH die Aartalbahn in Hessen von der Deutschen Bahn AG seit dem 1. November 2014 gepachtet.
→ Siehe auch: Heutige Streckensituation im Artikel Aartalbahn.
Der Verein bietet Sonderfahrten auf anderen Strecken an, wie zu Rhein in Flammen nach Koblenz. Trotzdem brachte der Wegfall der regelmäßigen Museumszüge den Verein in finanzielle Schwierigkeiten. Durch finanzielle Unterstützung der Stadt Wiesbaden konnte zumindest die Insolvenzgefahr abgewendet werden. 
Im Rahmen des Projektes „Stadtbahn Wiesbaden“ war zwischen 1998 und 2001 sowie zwischen 2011 und 2013 eine Wiederaufnahme des Personenverkehrs zwischen Bad Schwalbach und Wiesbaden im Gespräch. Auch die aktuellen Pläne zur Reaktivierung der Aartalbahn für den Personenverkehr berücksichtigen die Integration des Museumszug-Betriebes.
Am 3. November 2024 fuhr ein Zug der NTB mit einer Dampflokomotive der Baureihe 52 auf einem 2,4 Kilometer langen Abschnitt bis zur Sektfkellerei Henkell. Die restliche Strecke in Richtung Hahn-Wehen soll schrittweise wieder befahrbar gemacht werden.

## Fahrzeuge
Der Verein verfügt über zwei Dampflokomotiven sowie drei Dieselloks.

### Dampflokomotive 50 3576

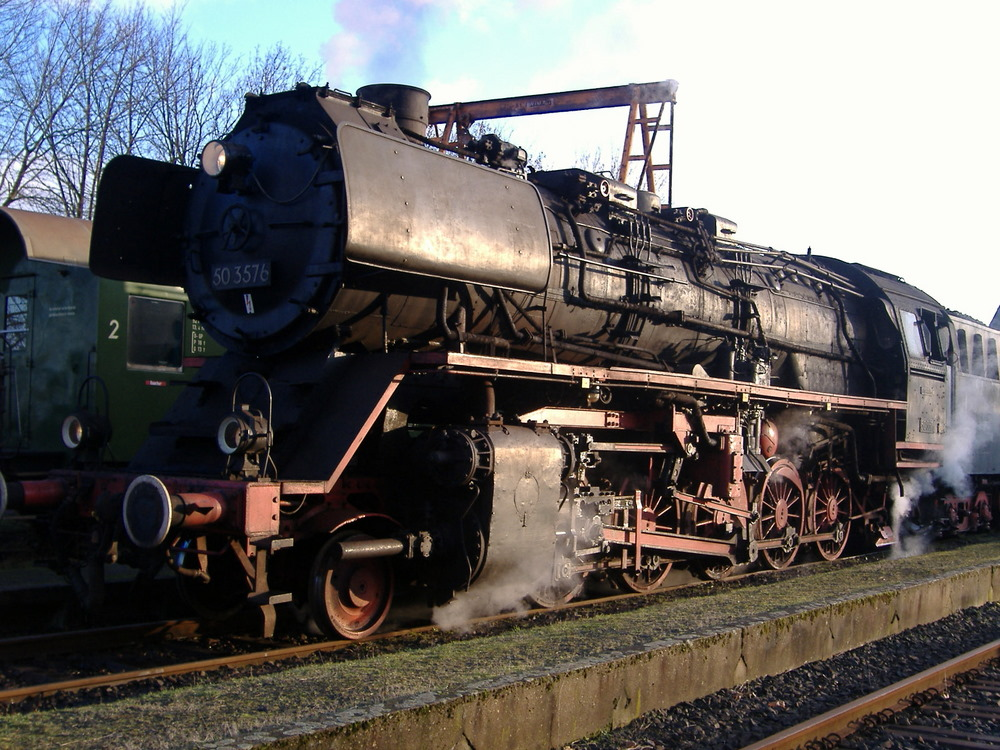
Dampflok 50 3576 der Nassauischen Touristik-Bahn

Die Güterzuglokomotive der Baureihe 50 wurde im Jahr 1940 bei Škoda in Pilsen gebaut (Fabrik-Nr. 1185) und als 50 1106 an die Deutsche Reichsbahn übergeben. Nach dem Krieg blieb sie bei der Deutschen Reichsbahn in Mitteldeutschland als Güterzuglok an verschiedenen Orten stationiert; zuletzt beim Bw Nossen. 1959 wurde sie im RAW Stendal zur Baureihe 50.35 umgebaut und erhielt die neue Betriebsnummer 50 3576. 1991 wurde die Maschine ausgemustert und an die Dampflok-Betriebsgesellschaft Gaildorf verkauft. Später fuhr sie für die Eisenbahn-Verkehrsgesellschaft Aalen sowie bei Schwaben Dampf e. V., bevor sie 2001 zur NTB gelangte. Wegen technischer Probleme am Kessel musste die Lok im Juli 2009 vor dem Ende ihrer regulären Untersuchungsperiode im darauffolgenden Frühjahr abgestellt werden.
Die Lokomotive kann vorwärts und rückwärts 80 km/h fahren; die Leistung beträgt etwa 1700 PSi. Mit vollen Vorräten wiegt sie ca. 140 Tonnen. Diese Vorräte führt sie in einem Tender der Bauart 2'2'T26, der etwa 8 t Kohle und 26 m³ Wasser fasst.

### Dampflokomotive Tkp 4408

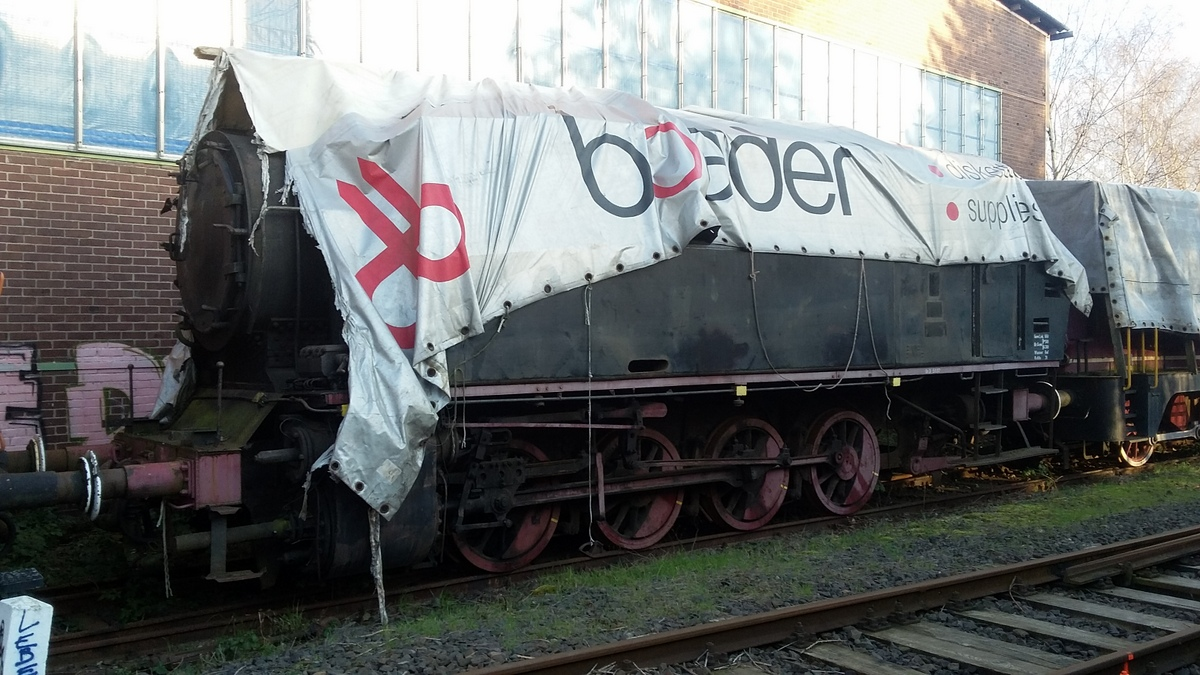
Abgestellte und mit Plane abgedeckte Dampflok Tkp 4408

Die Dampflok Tkp 4408 wurde im Jahr 1955 in der polnischen Stadt Chrzanów gebaut und war von 1955 bis 1974 bei der Leninhütte Nowa Huta in Betrieb, bevor sie zur Friedenshütte Ruda Śląska kam. Von dort erwarb 1990 die Nassauische Touristik-Bahn die Lok. Die Leistung der Maschine beträgt 800 PS. Sie erreicht eine Höchstgeschwindigkeit von 40 km/h. Die Lok war seit 2001 nicht mehr in Betrieb und wurde verkauft, steht jedoch bis heute am Dotzheimer Bahnhof.

### Diesellokomotive „V2“ (MaK 650 D)

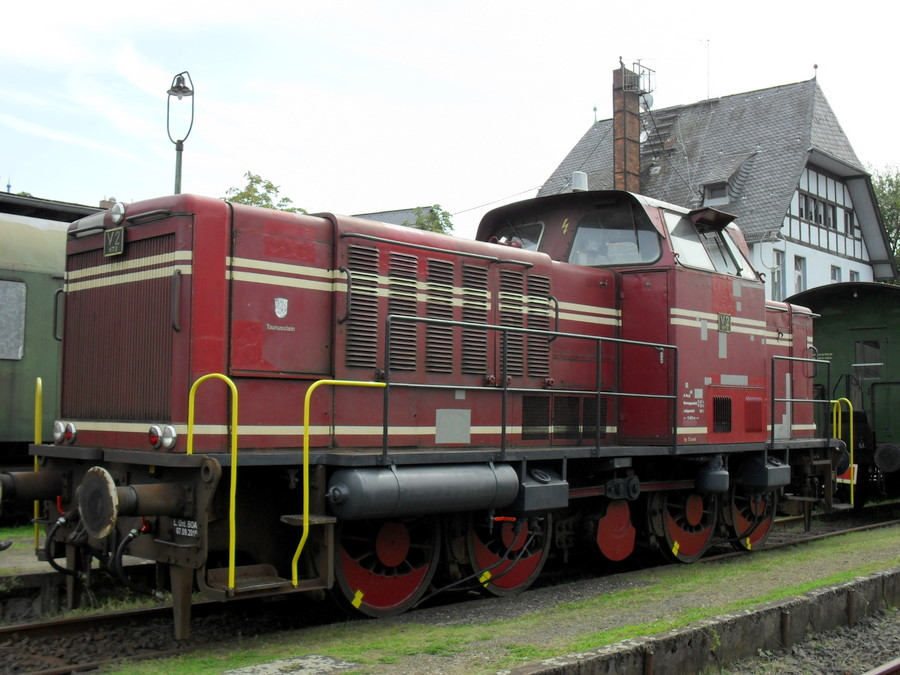
Diesellok MaK 650 D im Dotzheimer Bahnhof

Die Diesellokomotive vom Typ MaK 650 D wurde im Jahr 1958 gebaut und fuhr bis 1994 bei der Westfälischen Verkehrsgesellschaft, von der die NTB sie erwarb. Die Maschinenleistung beträgt 650 PS; die 52 Tonnen schwere Lok erreicht eine Höchstgeschwindigkeit von 70 km/h. Aktuell (Mai 2017) ist die Lok abgestellt, da das Fahrwerk überarbeitet werden muss, auch eine Hauptuntersuchung ist fällig.

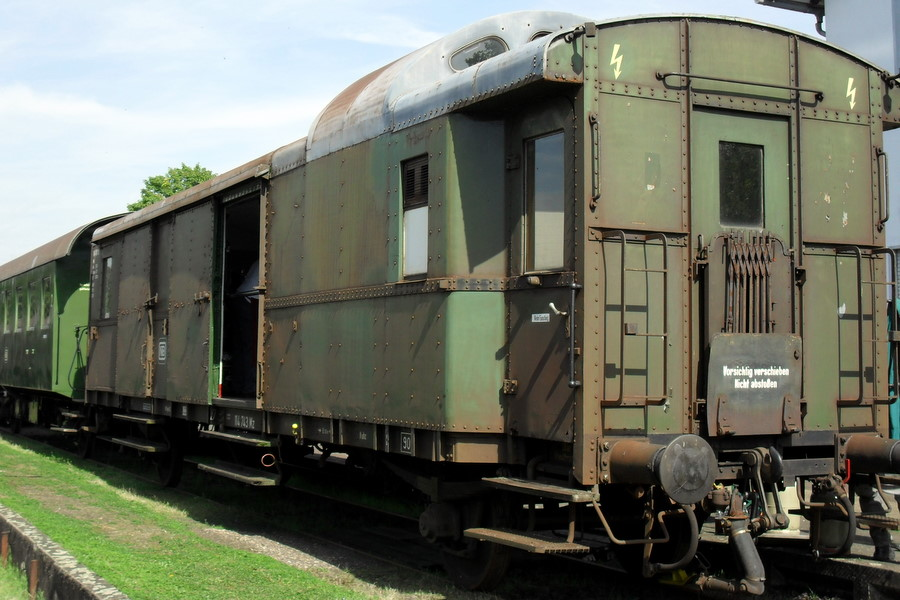
Historischer Gepäckwagen, Baujahr 1930

### Weitere Lokomotiven und Fahrzeuge
Der Verein besitzt außerdem eine 1953 gebaute Diesellok vom Typ MaK 600 D.
Die beiden Dieselloks bespannen bei Zweizugbetrieb den zweiten Zug und stehen als Reservelok zur Verfügung, falls auf der (zu einem großen Teil durch den Wald führenden) Strecke bei längeren Hitzeperioden wegen Waldbrandgefahr kein Dampflokbetrieb möglich ist oder die Dampfloks wegen eines technischen Defekts nicht einsatzbereit sind. Ferner dienen die Dieselloks bei schlechten Witterungsbedingungen als Schiebelokomotiven, weil die Dampflokomotiven die starke Steigung von 1:34 – insbesondere zwischen dem Haltepunkt Chausseehaus und dem Bahnhof Eiserne Hand – sonst nicht schaffen würden. Weiter gehören zahlreiche historische Reisezugwagen (unter anderem sogenannte Umbau-Wagen und Donnerbüchsen) sowie einige historische Güterwagen zum Bestand der NTB.

### Brand eines Waggons
In der Nacht zum 16. Juni 2011 brannte infolge von Brandstiftung ein im Dotzheimer Bahnhof abgestellter historischer Salonwagen vollständig aus. Die Restaurierung des Sammlerstücks „Kassel 27291“ aus dem Jahr 1929 stand kurz vor der Vollendung. Als schwierig erwies sich die Wasserversorgung vor Ort, trotzdem konnte ein Übergreifen der Flammen auf eine Lagerhalle verhindert werden. Die Feuerwehr Wiesbaden bezifferte den Schaden am Waggon auf 55.000 €, hinzu kämen 60.000 € Schaden an der benachbarten Halle, die durch die Hitze beschädigt wurde. Der Brand wurde als schwerer Schlag für die Eisenbahnfreunde bezeichnet.

## Tochtergesellschaft
2014 wurde im Rahmen einer öffentlich-rechtlichen Betrauung einer Tochtergesellschaft des Vereines, der Aartalbahn Infrastruktur gGmbH, der Betrieb und die Instandhaltung des hessischen Abschnittes der Aartalbahn übertragen. Die im Juni 2014 durch den Verein hierzu gegründete gemeinnützige Tochtergesellschaft, die Aartalbahn Infrastruktur gGmbH, verfolgt den satzungsgemäßen Zweck „des Erhalt und Betrieb der Infrastruktur der Aartalbahn“. Hierfür wird die gGmbH finanziell durch die Landeshauptstadt Wiesbaden unterstützt.
Die gGmbH fungiert als das Eisenbahninfrastrukturunternehmen für die Aartalbahn. Für diesen Zweck liegt derzeit eine Genehmigung nach § 6 AEG für den Streckenabschnitt von Wiesbaden Ost bis zum ehemaligen Bahnhof Waldstraße in Wiesbaden (km 0,0 bis km 3,371) vor.